# مینیروا
مینیروا (انگلیسی: Minerva) شرکت خودروسازی بلژیکی است، که در سال ۱۹۵۶ تأسیس شد.